# كلية فلسطين للعلوم الشرطية
كلية فلسطين للعلوم الشرطية أو كلية الشرطة الفلسطينية هي كلية فلسطينية متخصصة في العلوم الشرطية تأسست عام 1994 في مدينة أريحا بالضفة الغربية على أرض تبلغ مساحتها حوالي 88 دونماً. تقدم الكلية الدورات الشرطية المختلفة.

## نشأة الكلية
تأسست الكلية مع بداية تأسيس السلطة الوطنية الفلسطينية عقب توقيع اتفاق أوسلو، وبدأت أول دورة تدريبية شرطية في الكلية بتاريخ 1 نوفمبر عام 1994.

## مدراء الكلية
- العقيد زاهر صباح (حتى 2021)
- العميد دكتور عماد الإبراهيم (منذ 2022 حتى 2024)
- العميد ابراهيم  العبسي (منذ 2024 لحد الان)